# José Ramalho Carvalho de Freitas
José Ramalho Carvalho de Freitas, eller bara Ramalho, född 3 juni 1980 i Natal i Brasilien, är en brasiliansk fotbollsspelare som spelar för Santo André. 
Han spelade bortsett från tiden i Israel under hela sin karriär för Santo André (i Campeonato Brasileiro Série C) men var större delen av 2002–2007 utlånad till EC Vitória och São Paulo FC.
Efter att ha fått för lite speltid i Beitar Jerusalem beslutade sig Ramalho tillsammans med två andra brasilianska spelare att lämna klubben. När det kom fram att de slutade för laget blev även lagets tränare avskedad.

## Fotnoter
1. ↑  Mathias Paaske (29 juli 2007). ”Rejsen mod det forjættede land”. Tips om tips. Arkiverad från originalet den 9 december 2007. https://web.archive.org/web/20071209133718/http://www.tipsomtips.com/Bruger/TOT_Nyheder.asp?Nr=2144. Läst 13 oktober 2007.
2. ↑  Matan Krakov (28 maj 2007). ”Beitar J'lem's Brazilian trio heads home frustrated”. Haaretz.com. http://www.haaretz.com/hasen/pages/ShArt.jhtml?itemNo=862586&contrassID=2&subContrassID=6. Läst 13 oktober 2007.